# Gonatocerus masneri
Gonatocerus masneri är en stekelart som beskrevs av Yoshimoto 1990. Gonatocerus masneri ingår i släktet Gonatocerus och familjen dvärgsteklar.
Artens utbredningsområde är:
- Dominikanska republiken.
- Dominica.

Inga underarter finns listade i Catalogue of Life.